# Kristoffer Nordfeldt
Bo Kristoffer Nordfeldt (Stoccolma, 23 giugno 1989) è un calciatore svedese, portiere dell'AIK e della nazionale svedese.

## Carriera

### Club
Nordfeldt ha iniziato la sua carriera al Brommapojkarna, squadra della periferia stoccolmese, nonché uno dei settori giovanili più fiorenti a livello nazionale. Nel 2006, non ancora diciassettenne, è stato aggregato alla prima squadra per rivestire il ruolo di terzo portiere. Due anni più tardi, in occasione del campionato di Superettan 2008, è stato promosso a portiere titolare e ha contribuito al salto di categoria in Allsvenskan con un rendimento di 12 partite da imbattuto e 27 gol subiti in 29 presenze totali. Prima dell'inizio dell'Allsvenskan 2009 ha rinnovato il proprio contratto con i rossoneri per le successive tre stagioni. La squadra si è poi salvata nel campionato 2009, ma è retrocessa in Superettan al termine dell'annata 2010. Nordfeldt è rimasto in rosa anche per tutto il 2011, prima di essere ceduto a fine anno.
Terminata la parentesi al Brommapojkarna, è approdato a parametro zero agli olandesi dell'Heerenveen, che già nei mesi precedenti avevano trattato il suo acquisto con il club svedese quando il giocatore aveva ancora un anno di contratto. Inizialmente riserva di Brian Vandenbussche, a poco più di un mese dal suo arrivo Nordfeldt si è definitivamente ritagliato spazio nell'undici titolare dell'allenatore Marco van Basten. Di lì in poi, ha mantenuto il posto sia sotto la gestione tecnica dello stesso van Basten che sotto quella di Dwight Lodeweges.
Nel giugno del 2015 ha firmato un contratto inizialmente triennale con lo Swansea City. In questo caso però non è riuscito a vincere la concorrenza del polacco Łukasz Fabiański. Dopo aver giocato tre partite tra FA Cup e Coppa di Lega, all'ultima giornata di campionato ha fatto il suo debutto in Premier League giocando il match interno contro il Manchester City terminato 1-1. Anche l'anno successivo, in Premier League, ha giocato solo la partita dell'ultima giornata, in questo caso vinta 2-1 contro il West Bromwich Albion. Nel 2017-2018, invece, in campionato non è mai stato utilizzato. Nel corso della Championship 2018-2019 ha trovato parzialmente maggiore spazio, giocando 22 partite sulle 46 previste da calendario di una stagione in cui si è talvolta avvicendato con il pariruolo Erwin Mulder. Ha quindi iniziato l'annata 2019-2020 da riserva del nuovo arrivo Freddie Woodman fintanto che durante l'inverno, a pochi mesi dalla scadenza contrattuale, ha trovato l'accordo per continuare all'estero la propria carriera.
Il 14 gennaio 2021, infatti, Nordfeldt è stato presentato dai turchi del Gençlerbirliği che lo hanno ingaggiato per un anno e mezzo. Qui è stato il portiere titolare sia nella rimanente parte della Süper Lig 2019-2020 che nell'edizione 2020-2021, al termine della quale è scaduto il suo contratto.

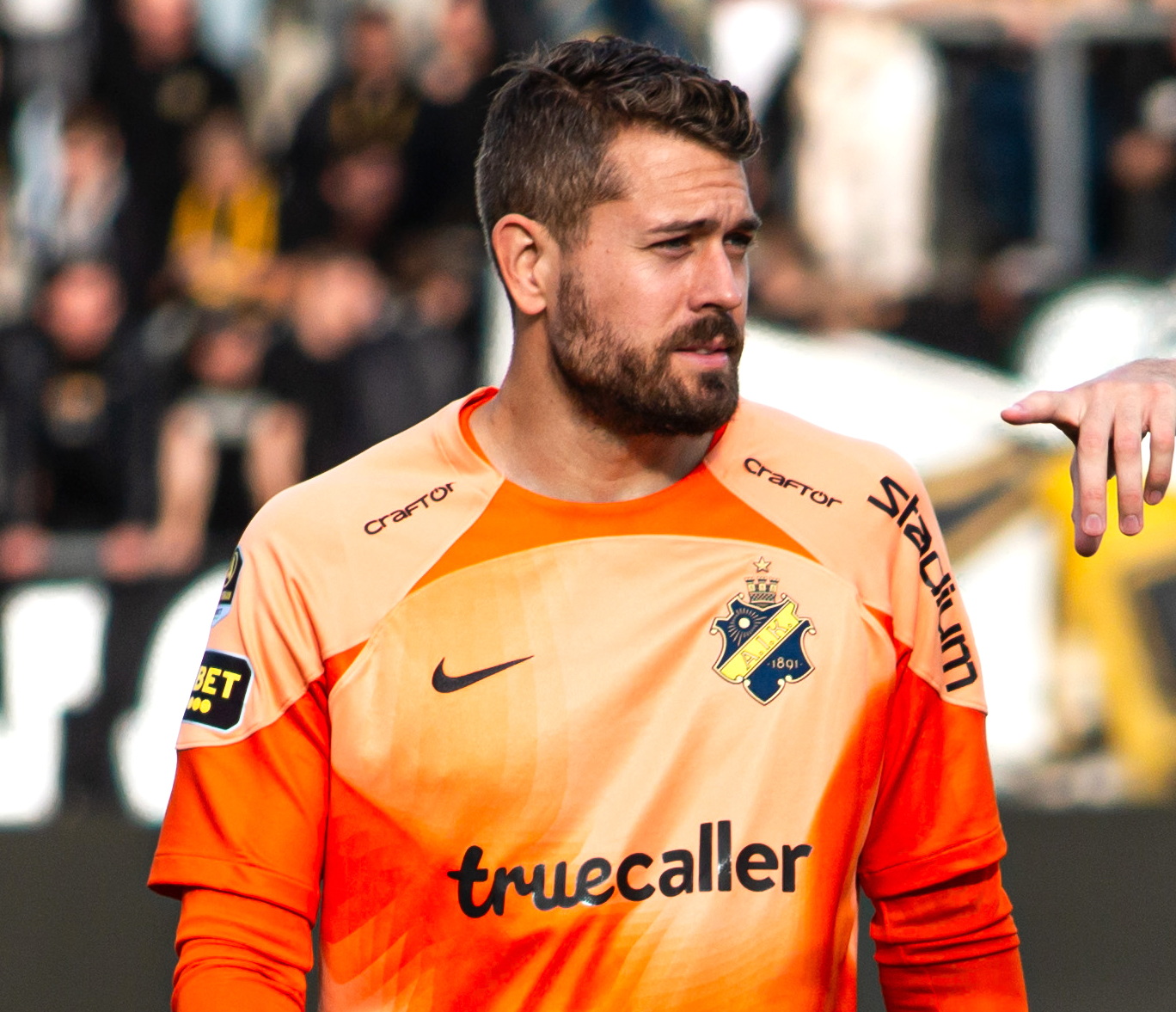
Nordfeldt nel 2023 all'AIK

Il 9 agosto 2021 è tornato ufficialmente a militare in Svezia con il passaggio all'AIK, società con cui inizialmente ha concordato un accordo valido fino al successivo 31 dicembre. Al termine di una stagione in cui l'AIK ha sfiorato il titolo, Nordfeldt ha firmato un rinnovo per ulteriori quattro anni, legandosi fino al dicembre 2025.

### Nazionale
Dopo aver fatto parte delle principali nazionali giovanili, nel gennaio 2010 ha partecipato per la prima volta a una tournée in Medio Oriente con la nazionale, senza però essere schierato. Nella tournée in Sudafrica del gennaio 2011 ha giocato a Nelspruit la sua prima amichevole contro i padroni di casa, pareggiata 1-1. Nel 2013 ha iniziato ad essere convocato con regolarità anche per partite non amichevoli, pur rimanendo riserva di Andreas Isaksson prima e di Robin Olsen.
È stato convocato dal CT Janne Andersson sia per i Mondiali 2018 che per gli Europei 2020, questi ultimi disputati in realtà nel 2021 a causa della pandemia di COVID-19. In entrambe le competizioni è sempre rimasto in panchina.

## Statistiche

### Presenze e reti nei club
Statistiche aggiornate al 31 agosto 2019.
| Stagione            | Squadra             | Campionato          | Campionato | Campionato | Coppe nazionali | Coppe nazionali | Coppe nazionali | Coppe continentali | Coppe continentali | Coppe continentali | Altre coppe | Altre coppe | Altre coppe | Totale | Totale |
| Stagione            | Squadra             | Comp                | Pres       | Reti       | Comp            | Pres            | Reti            | Comp               | Pres               | Reti               | Comp        | Pres        | Reti        | Pres   | Reti   |
| ------------------- | ------------------- | ------------------- | ---------- | ---------- | --------------- | --------------- | --------------- | ------------------ | ------------------ | ------------------ | ----------- | ----------- | ----------- | ------ | ------ |
| mar.-giu. 2012      | Heerenveen          | ED                  | 6          | -16        | CO              | -               | -               | -                  | -                  | -                  | -           | -           | -           | 6      | -16    |
| 2012-2013           | Heerenveen          | ED                  | 31+2       | -54 + -3   | CO              | 3               | -2              | UEL                | 4                  | -5                 | -           | -           | -           | 40     | -64    |
| 2013-2014           | Heerenveen          | ED                  | 33+2       | -48 + -3   | CO              | 3               | -2              | -                  | -                  | -                  | -           | -           | -           | 38     | -53    |
| 2014-2015           | Heerenveen          | ED                  | 34+4       | -46 + -9   | CO              | 1               | -2              | -                  | -                  | -                  | -           | -           | -           | 39     | -57    |
| Totale Heerenveen   | Totale Heerenveen   | Totale Heerenveen   | 104+8      | -164 + 15  |                 | 7               | -6              |                    | 4                  | -5                 |             | -           | -           | 123    | -190   |
| 2015-2016           | Swansea City        | PL                  | 1          | -1         | FACup+CdL       | 1+2             | -3 + -1         | -                  | -                  | -                  | -           | -           | -           | 4      | -5     |
| 2016-2017           | Swansea City        | PL                  | 1          | -1         | FACup+CdL       | 1+1             | -2 + 0          | -                  | -                  | -                  | -           | -           | -           | 3      | -3     |
| 2017-2018           | Swansea City        | PL                  | 0          | 0          | FACup+CdL       | 7+3             | -6 + -3         | -                  | -                  | -                  | -           | -           | -           | 10     | -9     |
| 2018-2019           | Swansea City        | FLC                 | 22         | -31        | FACup+CdL       | 2+1             | -4 + -1         | -                  | -                  | -                  | -           | -           | -           | 25     | -36    |
| 2019-2020           | Swansea City        | FLC                 | 0          | 0          | FACup+CdL       | 0+2             | -1              | -                  | -                  | -                  | -           | -           | -           | 2      | -1     |
| Totale Swansea City | Totale Swansea City | Totale Swansea City | 24         | -33        |                 | 20              | -21             |                    | -                  | -                  |             | -           | -           | 44     | -54    |
| Totale carriera     | Totale carriera     | Totale carriera     | -          | -          |                 | -               | -               |                    | -                  | -                  |             | -           | -           | -      | -      |

### Cronologia presenze e reti in nazionale
| Cronologia completa delle presenze e delle reti in nazionale ― Svezia | Cronologia completa delle presenze e delle reti in nazionale ― Svezia | Cronologia completa delle presenze e delle reti in nazionale ― Svezia | Cronologia completa delle presenze e delle reti in nazionale ― Svezia | Cronologia completa delle presenze e delle reti in nazionale ― Svezia | Cronologia completa delle presenze e delle reti in nazionale ― Svezia | Cronologia completa delle presenze e delle reti in nazionale ― Svezia | Cronologia completa delle presenze e delle reti in nazionale ― Svezia |
| Data                                                                  | Città                                                                 | In casa                                                               | Risultato                                                             | Ospiti                                                                | Competizione                                                          | Reti                                                                  | Note                                                                  |
| --------------------------------------------------------------------- | --------------------------------------------------------------------- | --------------------------------------------------------------------- | --------------------------------------------------------------------- | --------------------------------------------------------------------- | --------------------------------------------------------------------- | --------------------------------------------------------------------- | --------------------------------------------------------------------- |
| 26-3-2013                                                             | Žilina                                                                | Slovacchia                                                            | 0 – 0                                                                 | Svezia                                                                | Amichevole                                                            | -                                                                     |                                                                       |
| 28-5-2014                                                             | Copenaghen                                                            | Danimarca                                                             | 1 – 0                                                                 | Svezia                                                                | Amichevole                                                            | -1                                                                    |                                                                       |
| 4-9-2014                                                              | Solna                                                                 | Svezia                                                                | 2 – 0                                                                 | Estonia                                                               | Amichevole                                                            | -                                                                     |                                                                       |
| 8-6-2015                                                              | Oslo                                                                  | Norvegia                                                              | 0 – 0                                                                 | Svezia                                                                | Amichevole                                                            | -                                                                     | 75’                                                                   |
| 15-11-2016                                                            | Budapest                                                              | Ungheria                                                              | 0 – 2                                                                 | Svezia                                                                | Amichevole                                                            | -                                                                     |                                                                       |
| 13-6-2017                                                             | Oslo                                                                  | Norvegia                                                              | 1 – 1                                                                 | Svezia                                                                | Amichevole                                                            | -1                                                                    |                                                                       |
| 24-3-2018                                                             | Solna                                                                 | Svezia                                                                | 1 – 2                                                                 | Cile                                                                  | Amichevole                                                            | -2                                                                    |                                                                       |
| 6-9-2018                                                              | Praga                                                                 | Austria                                                               | 2 – 0                                                                 | Svezia                                                                | Amichevole                                                            | -1                                                                    | 46’                                                                   |
| 16-10-2018                                                            | Solna                                                                 | Svezia                                                                | 1 – 1                                                                 | Slovacchia                                                            | Amichevole                                                            | -1                                                                    | 46’                                                                   |
| 18-11-2019                                                            | Solna                                                                 | Svezia                                                                | 3 – 0                                                                 | Fær Øer                                                               | Qual. Euro 2020                                                       | -                                                                     |                                                                       |
| 11-11-2020                                                            | Brøndby                                                               | Danimarca                                                             | 2 – 0                                                                 | Svezia                                                                | Amichevole                                                            | -2                                                                    |                                                                       |
| 25-3-2021                                                             | Solna                                                                 | Svezia                                                                | 1 – 0                                                                 | Georgia                                                               | Qual. Mondiali 2022                                                   | -                                                                     |                                                                       |
| 28-3-2021                                                             | Pristina                                                              | Kosovo                                                                | 0 – 3                                                                 | Svezia                                                                | Qual. Mondiali 2022                                                   | -                                                                     |                                                                       |
| 5-9-2021                                                              | Solna                                                                 | Svezia                                                                | 2 – 1                                                                 | Uzbekistan                                                            | Amichevole                                                            | -1                                                                    |                                                                       |
| 16-11-2022                                                            | Girona                                                                | Messico                                                               | 1 – 2                                                                 | Svezia                                                                | Amichevole                                                            | -1                                                                    |                                                                       |
| 16-6-2023                                                             | Solna                                                                 | Svezia                                                                | 4 – 1                                                                 | Nuova Zelanda                                                         | Amichevole                                                            | -1                                                                    |                                                                       |
| 12-10-2023                                                            | Solna                                                                 | Svezia                                                                | 3 – 1                                                                 | Moldavia                                                              | Amichevole                                                            | -1                                                                    | 46’                                                                   |
| Totale                                                                |                                                                       | Presenze                                                              | 17                                                                    |                                                                       | Reti                                                                  | -12                                                                   |                                                                       |

| Cronologia completa delle presenze e delle reti in nazionale (partite non ufficiali) ― Svezia | Cronologia completa delle presenze e delle reti in nazionale (partite non ufficiali) ― Svezia | Cronologia completa delle presenze e delle reti in nazionale (partite non ufficiali) ― Svezia | Cronologia completa delle presenze e delle reti in nazionale (partite non ufficiali) ― Svezia | Cronologia completa delle presenze e delle reti in nazionale (partite non ufficiali) ― Svezia | Cronologia completa delle presenze e delle reti in nazionale (partite non ufficiali) ― Svezia | Cronologia completa delle presenze e delle reti in nazionale (partite non ufficiali) ― Svezia | Cronologia completa delle presenze e delle reti in nazionale (partite non ufficiali) ― Svezia |
| Data                                                                                          | Città                                                                                         | In casa                                                                                       | Risultato                                                                                     | Ospiti                                                                                        | Competizione                                                                                  | Reti                                                                                          | Note                                                                                          |
| --------------------------------------------------------------------------------------------- | --------------------------------------------------------------------------------------------- | --------------------------------------------------------------------------------------------- | --------------------------------------------------------------------------------------------- | --------------------------------------------------------------------------------------------- | --------------------------------------------------------------------------------------------- | --------------------------------------------------------------------------------------------- | --------------------------------------------------------------------------------------------- |
| 22-1-2011                                                                                     | Nelspruit                                                                                     | Sudafrica                                                                                     | 1 – 1                                                                                         | Svezia                                                                                        | Amichevole                                                                                    | -1                                                                                            | 46’                                                                                           |
| Totale                                                                                        |                                                                                               | Presenze                                                                                      | 1                                                                                             |                                                                                               | Reti                                                                                          | -1                                                                                            |                                                                                               |